# Werner von Otto (General, 1838)
Karl August Eduard Werner Otto, seit 1899 von Otto (* 12. November 1838 in Blankenburg (Harz); † 11. Juli 1927) war ein preußischer Generalleutnant.

## Leben

### Herkunft
Werner war ein Sohn des Justizrates Friedrich Heinrich August Otto (* 1801) und dessen Ehefrau Luise, geborene Ribbentrop (* 1806). Sein älterer Bruder Albert von Otto (1836–1922) war braunschweigischer Staatsminister und führte kurze Zeit die Regentschaft über das Herzogtum.

### Militärkarriere
Otto besuchte die Bürgerschule und das Gymnasium in seiner Heimatstadt. Am 8. Dezember 1855 trat er mit Aussicht auf Beförderung in das Leib-Bataillon der Braunschweigischen Armee ein. Er avancierte bis Ende September 1857 zum Sekondeleutnant und war zur weiteren Ausbildung von Oktober 1861 bis Mai 1866 an die Generalstabsakademie der Hannoverschen Armee kommandiert. Nach dem Deutschen Krieg stieg Otto Ende Juni 1867 zum Premierleutnant auf, trat am 1. Oktober des Jahres zum neuformierten Braunschweigischen Infanterie-Regiment Nr. 92 über und diente als Regimentsadjutant. Für die Dauer des Krieges gegen Frankreich führte Otto die 6. Kompanie in den Schlachten bei Mars-la-Tour, St. Privat, Bellevue, Orléans und Le Mans sowie vor Metz. Neben dem Eisernen Kreuz II. Klasse wurde er mit dem Ritterkreuz des Ordens Heinrichs des Löwen mit Schwertern ausgezeichnet.
Nach dem Friedensschluss erfolgte Anfang August 1872 mit der Beförderung zum Hauptmann seine Ernennung zum Chef der 2. Kompanie. Ende April 1881 rückte er zum überzähligen Major auf, wurde im 3. August 1883 etatmäßiger Stabsoffizier und am 1. Januar 1884 Kommandeur des Füsilier-Bataillons. Durch die Militärkonvention zwischen dem Herzogtum Braunschweig und Preußen trat Otto mit seinem Regiment am 15. April 1886 mit einem Patent vom 24. September 1879 in den Verband der Preußischen Armee über.
Nachdem man ihn am 8. März 1887 unter Versetzung nach Posen in das 1. Westpreußische Grenadier-Regiment Nr. 6 zunächst mit den Funktionen des etatmäßigen Stabsoffiziers beauftragt hatte, avancierte er am 22. März 1887 zum Oberstleutnant und etatmäßigen Stabsoffizier. Vom 17. Juni 1889 bis zum 27. Juli 1892 war Otto als Oberst Kommandeur des 7. Brandenburgischen Infanterie-Regiments Nr. 60 in Weißenburg. Daran schloss sich eine Verwendung als Generalmajor und Kommandeur der 60. Infanterie-Brigade an. Mit der Beförderung zum Generalleutnant wurde Otto am 19. April 1896 Kommandeur der in Magdeburg stationierten 7. Division. In dieser Stellung verlieh ihm Wilhelm II. anlässlich des Ordensfestes im Januar 1898 den Stern zum Roten Adlerorden II. Klasse mit Eichenlaub.
Unter Erhebung in den erblichen preußischen Adelsstand wurde Otto am 15. Juni 1899 in Genehmigung seines Abschiedsgesuches mit Pension zur Disposition gestellt. Anlässlich seiner Verabschiedung erhielt er die Erlaubnis zur Annahme der Großkreuze des Hausordens Albrechts des Bären und des Herzoglich Sachsen-Ernestinischen Hausordens.
Otto betätigte sich mehrere Jahre als Vorstand des Vaterländischen Museums in Braunschweig und ihm wurde 1906 das Großkreuz des Ordens Heinrichs des Löwen mit Schwertern verliehen.

### Familie
Aus seiner am 19. September 1865 in Bremerhaven geschlossenen Ehe mit Betty Lange (* 1846) ging der spätere Bürgermeister von Holzminden Paul von Otto (1868–1939) und die Tochter Gertrud (* 1870) hervor.

## Schriften
- Geschichte des Herzoglich Braunschweigischen Infanterie-Regiments Nr. 92 seit dem Eintritt in den Norddeutschen Bund bis zur Jetztzeit (1867–1877). Verlag Adolf Hafferburg, Braunschweig 1878.